# Festuca wolgensis
Festuca wolgensis là một loài thực vật có hoa trong họ Hòa thảo. Loài này được P.A.Smirn. mô tả khoa học đầu tiên năm 1945.